# Isoetes japonica
Isoetes japonica là một loài dương xỉ trong họ Isoetaceae. Loài này được A. Br. mô tả khoa học đầu tiên.
Danh pháp khoa học của loài này chưa được làm sáng tỏ. 

## Hình ảnh

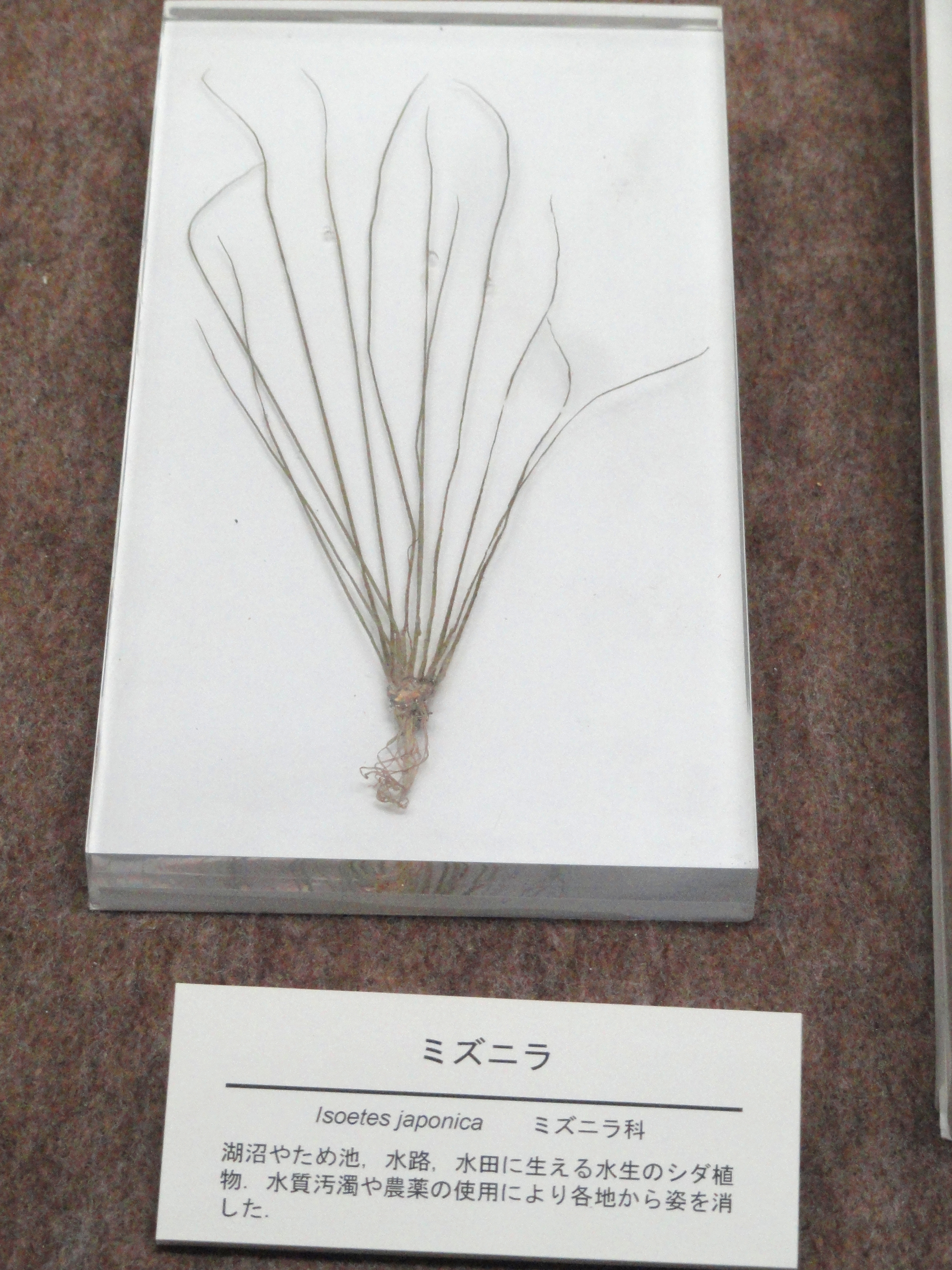